# Niederfüllbach
Niederfüllbach ist eine Gemeinde im oberfränkischen Landkreis Coburg und ein Mitglied der Verwaltungsgemeinschaft Grub am Forst.

## Geografie

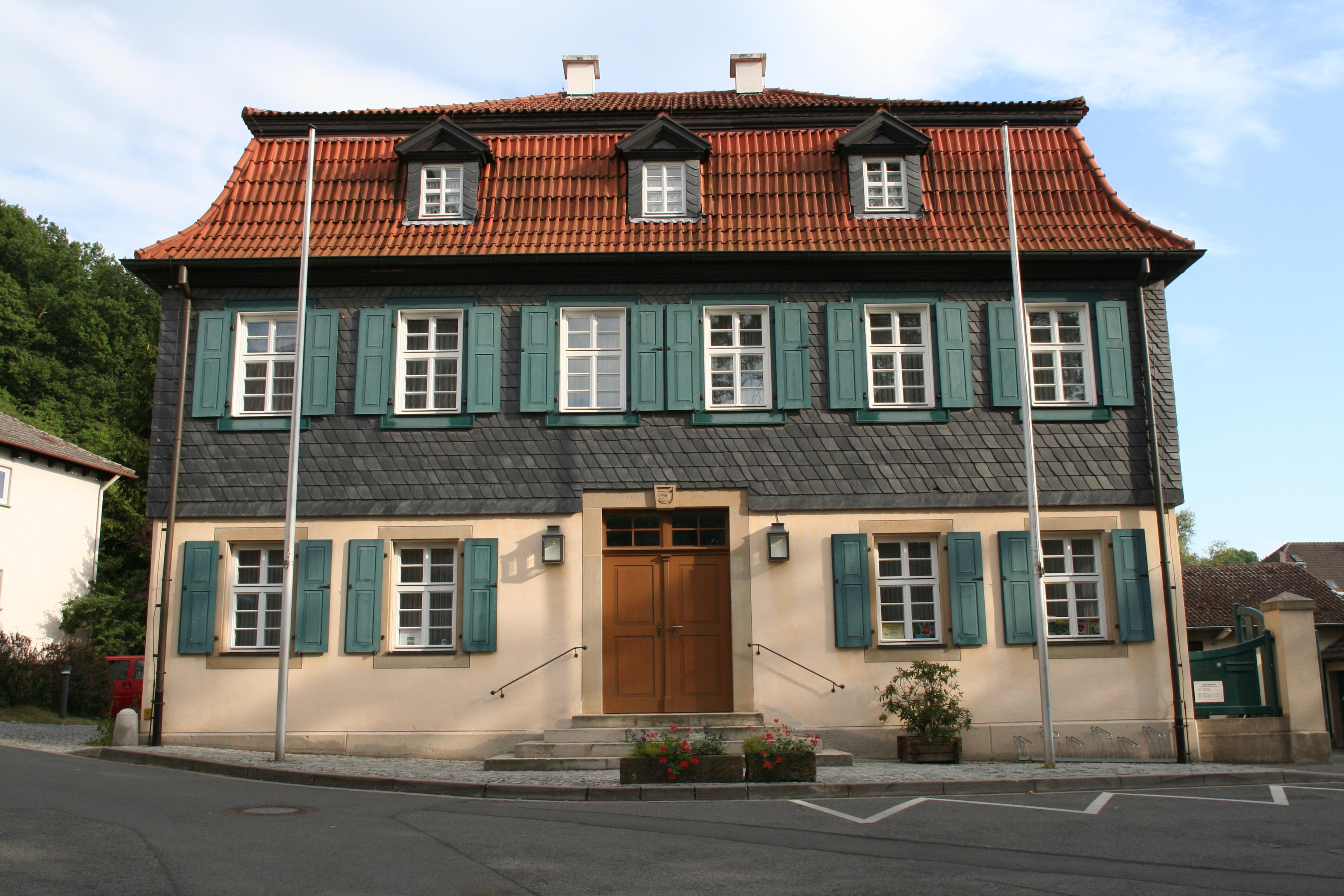
Rathaus Niederfüllbach

Niederfüllbach liegt nur wenige Kilometer südlich der Stadt Coburg im hügeligen Coburger Land. Die Gemeinde grenzt an den Coburger Stadtteil Creidlitz. Südlich des Ortes beginnt ein sich über acht Kilometer nach Südosten hinziehendes großes Waldgebiet, das Lichtenfelser Forst oder einfach auch nur „Forst“ genannt wird und bis Lichtenfels reicht. Westlich des Ortes befindet sich das Tal der Itz, das eine autobahnähnlich ausgebaute Bundesstraße sowie eine Eisenbahnlinie aufnimmt. Im nördlichen Teil des Dorfes fließt der namensgebende Füllbach, der nordwestlich von Niederfüllbach in die Itz mündet. Einen halben Kilometer westlich von Niederfüllbach liegt an der Itz die Einöde Geizenmühle (⊙), einer der beiden Gemeindeteile neben dem Pfarrdorf Niederfüllbach.

## Geschichte

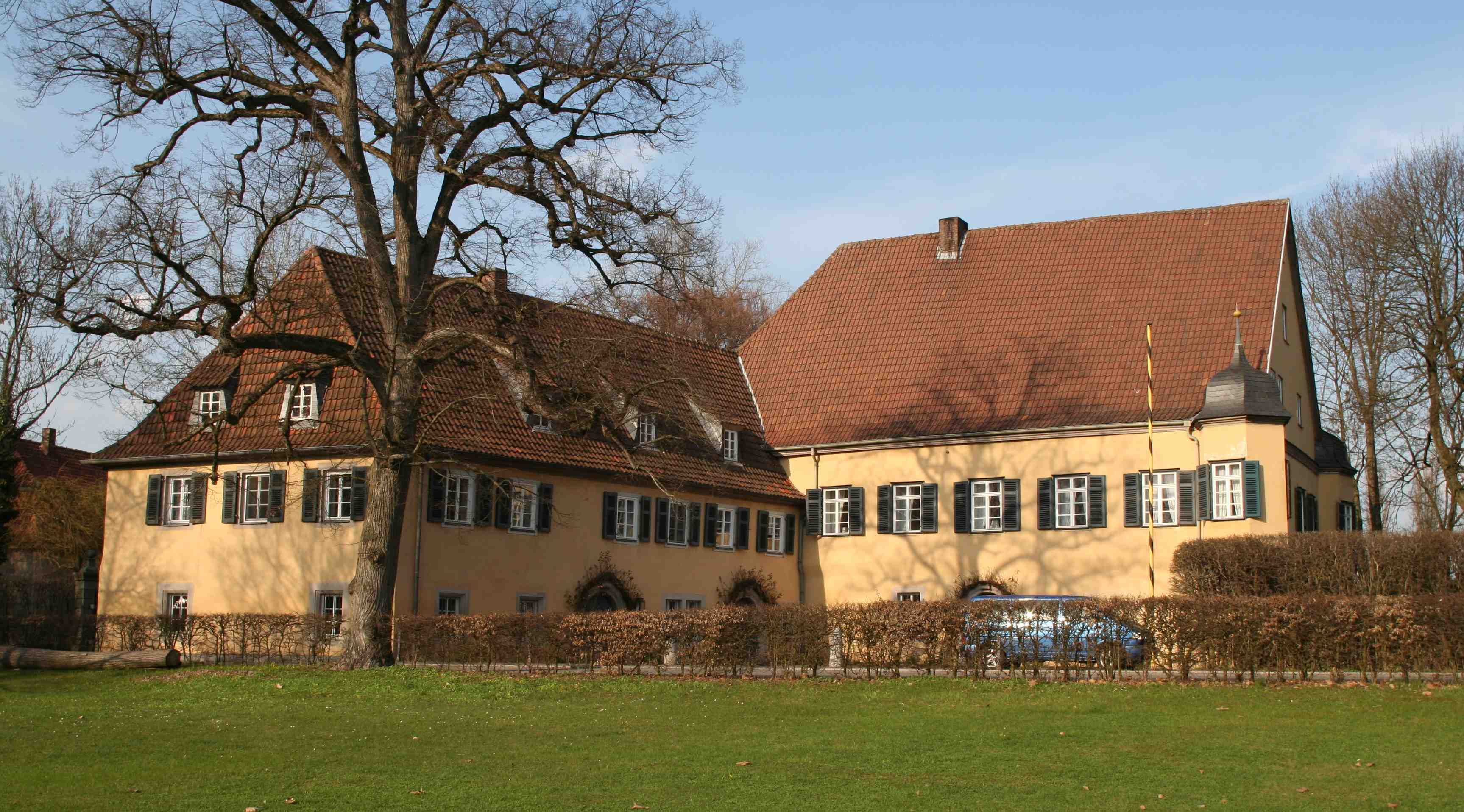
Schloss Niederfüllbach

Erstmals erwähnt wurde Niederfüllbach im Jahr 1075 als „Vullebach“ in einer Urkunde des Bischofs Adalbero von Würzburg, in der dieser dem Abt Adelbert von Saalfeld eine Reihe von Herrschaftsrechten über diesen Ort und andere zubilligte. Im 12. Jahrhundert vollzog sich eine Wandlung des Klosterguts zum Rittersitz, zunächst im Besitz des fränkischen Rittergeschlechts von Kunstat. In dieser Zeit wurde auch erstmals eine „burc fullebach“ erwähnt, deren genaue Lage aber  unbekannt ist.
Seit dem 14. Jahrhundert bestimmte das Rittergeschlecht Schaumberg, ab dem 17. Jahrhundert das Geschlecht Reitzenstein die Geschicke des Ortes. Deren Rittersitz, auch Schloss genannt, wurde im Lauf der Jahrhunderte aus- und umgebaut, auch nachdem es 1525 im Deutschen Bauernkrieg zerstört worden war. 1575 wurde erstmals ein „undern füllbach“ erwähnt, das, wie auch spätere Dokumente belegen, auf eine Teilung des Ortes und den Streit um Zuständigkeiten (Lehnspflicht) zwischen den Hennebergern und den Klöstern Bamberg bzw. Banz hinweist. Im Dreißigjährigen Krieg wurde der Ort im Jahr 1634 von mit den kaiserlichen (katholischen) Truppen verbündeten Kroaten niedergebrannt. Nach dem Ende des Krieges wurde der Ort wieder aufgebaut, 1695 erhielt er eine neue Schlosskirche.
Im Jahr 1763 kam es bei der Schlacht bei Niederfüllbach zu handgreiflichen Auseinandersetzungen um die rechtliche Zuständigkeit zwischen Niederfüllbacher Bauern, unterstützt von der Lichtenfelser Miliz und Coburger Militär, die schließlich vor dem Reichskammergericht zu Wetzlar in einem Schiedsspruch gegen die Coburger beendet wurden. Nach dem Aussterben des Rittergeschlechts von Reitzenstein besaßen die Herren von Portzig und von Lichtenberg das Rittergut von 1773 bis 1818. Bis 1803 gehörte Niederfüllbach zum Bamberger Lehnsverband und dann zum Königreich Bayern.

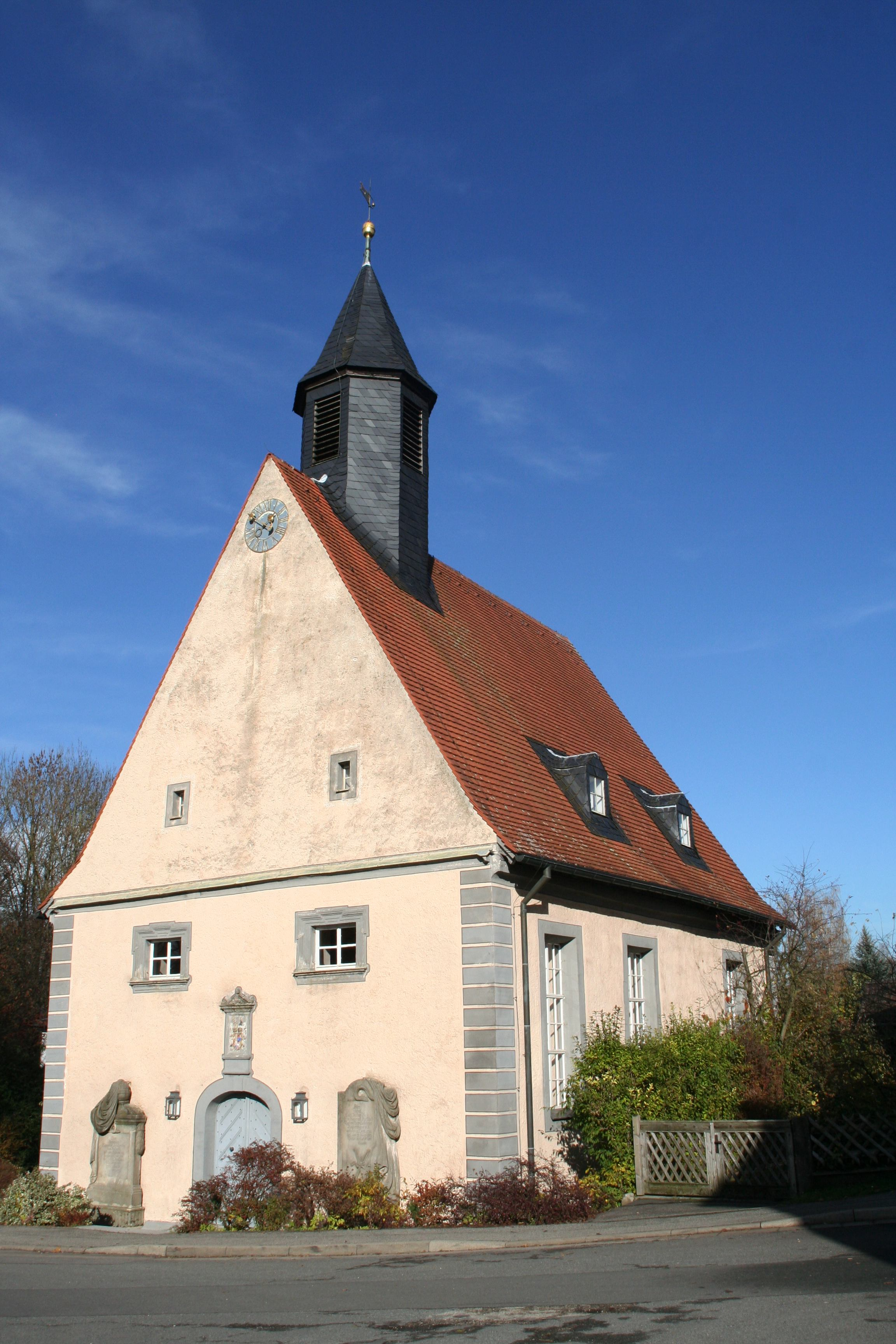
Schlosskirche

Mit dem zwischen Bayerns Ministerpräsident Maximilian von Montgelas und Prinz Leopold von Sachsen-Coburg-Saalfeld ausgehandelten ersten Staatsvertrag Coburgs aus dem Jahr 1811 wurden erstmals die rechtlichen Zuständigkeiten für die Teilorte Niederfüllbach (im Norden) und Unterfüllbach (im Süden) geklärt, beide kamen zu Sachsen-Coburg-Saalfeld (ab 1826 Sachsen-Coburg und Gotha) und wuchsen zu einem Dorf zusammen. 1817 verkaufte der Herr von Lichtenstein Rittergut und Schloss an Prinz Leopold von Sachsen-Coburg-Saalfeld, den späteren König Leopold I. von Belgien. 1859 erhielt der Ort einen Bahnhof an der neu erbauten Bahnstrecke Coburg–Lichtenfels, der aber nicht mehr angefahren wird.
Im Jahr 1907 brachte König Leopold II. von Belgien, der Sohn Leopolds I., große Teile seines Besitzes in die Niederfüllbacher Stiftung (dort auch Informationen zur kolonialen Vorgeschichte) ein. Im Jahr 1911 überließ die Verwaltung der Niederfüllbacher Stiftung dem belgischen Staat nach starkem politischen Druck das gesamte Vermögen aus Wertpapieren mit einem geschätzten Wert von 100 Millionen Belgischer Franken gegen eine einmalige Abfindung von 1,1 Millionen Mark. Heute finanziert sich die Stiftung vor allem von etwa 216 Hektar Grundbesitz im Coburger Land.
Mit dem Ende der Monarchie im Jahr 1918 wurde nach einer Volksabstimmung im Jahr 1919 der zwischenzeitlich entstandene Freistaat Coburg 1920 mit dem Freistaat Bayern vereinigt. Damit wurde auch Niederfüllbach ein Teil Bayerns.
Im Jahr 1966 erwarb der Architekt Clodt Dankwart von Pezold das Schloss Niederfüllbach, das wegen fehlender Mittel zum Abbruch vorgesehen war, und ließ es umfangreich sanieren.
Im Jahr 1975 stimmten die Niederfüllbacher gegen die Eingemeindung nach Coburg und für eine Verwaltungsgemeinschaft mit Grub am Forst. Das Schulhaus von 1839 wurde 1990 zum Bürgerhaus umgebaut.

### Einwohnerentwicklung
Im Zeitraum 1988 bis 2018 wuchs die Gemeinde von 1243 auf 1534 um 291 Einwohner bzw. um 23,4 %. Ein Höchststand wurde am 31. Dezember 1998 mit 1760 Einwohnern erreicht.

## Politik

### Gemeinderat
Die Kommunalwahl 2020 führte zu folgender Sitzverteilung im Gemeinderat (Vergleich zu 2014):
- CSU 6 Sitze (+2)
- SPD 3 Sitze (+−0)
- Überparteiliche Wählergruppe Niederfüllbach (ÜWN)  3 Sitze (−2)

### Bürgermeister
Erster Bürgermeister war von 2008 bis zu seinem Ausscheiden 2020 Martin Rauscher (ÜWN). Ihm folgte am 1. Mai 2020 Bastian Büttner (CSU) nach.

### Wappen
Beschreibung: Neunmal geteilt von Schwarz und Gold, belegt mit einem erhöhten schräglinken blauen Wellenbalken über einem schräglinks gelegten silbernen Flug.

### Verwaltung
Die Gemeinde ist Mitglied der Verwaltungsgemeinschaft Grub am Forst.

## Verkehr
Nordwestlich von Niederfüllbach befindet sich die Gabelung der von Coburg nach Süden und Südosten führenden Verkehrsströme. Dies betrifft einerseits die im Itzgrund autobahnähnlich ausgebaute von Nord nach Süd verlaufende Bundesstraße 4, von der dort die nach Osten führende B 303 abzweigt. Zum anderen gabeln sich dort auch die Eisenbahnstrecken von Coburg nach Lichtenfels (Werrabahn) und die der stillgelegten und abgebauten Itzgrundbahn nach Rossach (Regionalbahn). Niederfüllbach besitzt heute keinen Halt mehr, der nächste Bahnhof befindet sich im 1,5 km nordwestlich gelegenen Coburger Stadtteil Creidlitz.
Östlich von Niederfüllbach verläuft die Schnellfahrstrecke Nürnberg–Erfurt, unter anderem mit dem Tunnel Füllbach, der Füllbachtalbrücke und der Verbindungskurve Niederfüllbach. Die Strecke wurde im Dezember 2017 in Betrieb genommen.
Im nördlichen Gemeindegebiet von Niederfüllbach befindet sich das Segelfluggelände Coburg-Steinrücken der Flugtechnischen Arbeitsgemeinschaft Coburg e. V.

## Söhne und Töchter der Gemeinde
- Hans-Martin Helbich (1906–1975), evangelischer Theologe, Generalsuperintendent in West-Berlin